# Cheilymenia liskae
Cheilymenia liskae är en svampart som tillhör divisionen sporsäcksvampar, och som beskrevs av J.Moravec, R.Fellner och Landa. Cheilymenia liskae ingår i släktet Cheilymenia, och familjen Pyronemataceae. Arten är reproducerande i Sverige.